# Ameos Klinikum Neustadt
Das Ameos Klinikum Neustadt ist eine Klinik in Neustadt in Holstein mit den Schwerpunkten Psychiatrie, Psychotherapie, Neurologie und Neurophysiologie. Sie zählt zur Klinikgruppe Ameos.

## Geschichte
Nachdem die 1883 gegründete Zuckerfabrik in Neustadt nach wenigen Jahren in Konkurs gegangen war, eröffnete am 1. Oktober 1893 die „Provinzial-Pflege-Anstalt bei Neustadt in Holstein“ mit zunächst 20 Betten. 1905 wurde das Haus die zweite Provinzial-Irrenanstalt (später Provinzial Heil- und Pflegeanstalt) der Provinz Schleswig-Holstein neben Schleswig.
Im Dritten Reich wurden über 1000 Patienten aus Neustadt im Rahmen der Krankenmorde in der Zeit des Nationalsozialismus in die Tötungsanstalt Brandenburg und in die Tötungsanstalt Bernburg gebracht und ermordet. Nach dem Zweiten Weltkrieg war das Landeskrankenhaus Neustadt in Holstein ein allgemeines Krankenhaus. Es hatte mehr als 1000 Betten; 250 davon zählten zur Psychiatrie und Neurologie.
2005 wurde das Haus privatisiert: die 2003 gebildete Psychatrium Gruppe mit Standorten in Neustadt und Heiligenhafen kam für 35 Millionen € an Ameos. Für die Modernisierung der Forensik wurden öffentliche Fördermittel bereitgestellt.

## Einrichtung
Heute verfügt das Haus über 160 stationäre Behandlungsplätze.